# Chanten

Die Chanten leben hauptsächlich im Autonomen Kreis der Chanten und Mansen im Westen Sibiriens

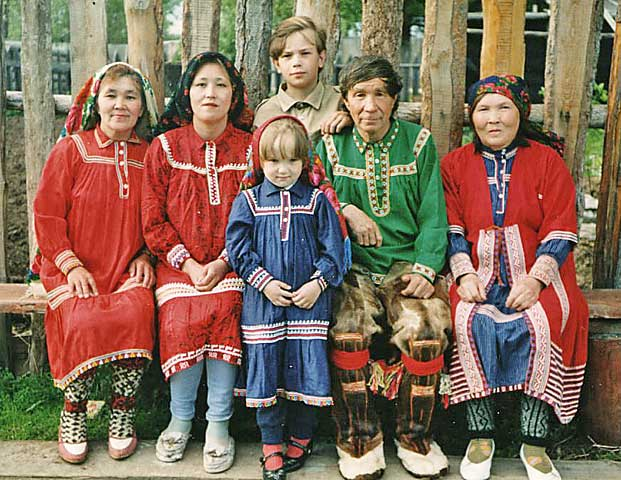
Eine chantische Familie in traditioneller Bekleidung

Die finno-ugrische Ethnie der Chanten (alter Name „Ostjaken“, Eigenbezeichnung und russisch Chanty (Ха́нты), indekl.) spricht eine zum finno-ugrischen Zweig der uralischen Sprachen gehörende ugrische Sprache, das in vier Dialekte unterteilte Chantische. Gemeinsam mit den Mansen werden sie als Ob-Ugrier bezeichnet und bilden die indigene Bevölkerung der früher Jugorien genannten Region im Westsibirischen Tiefland. Sprachlich sind die Ob-Ugrier die nächsten lebenden Verwandten der Ungarn.
Die ursprünglichen Pferdezüchter vom oberen Irtysch wurden zu Jägern und Rentierzüchtern und kamen im 11. Jahrhundert mit Russen in Kontakt. Im 16. Jahrhundert kamen sie unter russische Herrschaft. Erst im 18. Jahrhundert setzte die Christianisierung der Chanten ein. Ihre kulturelle Existenz ist durch die Ölindustrie des Gebietes bedroht.

## Gruppen
Die Chanten werden nach ihren Siedlungsgebieten in drei größere Untergruppen eingeteilt, deren Dialekte sich teils stark unterscheiden. Die Nordchanten leben am Kasym, einem rechten Nebenfluss des Ob; die Ostchanten siedeln am Wach, der bei Nischnewartowsk in den Ob mündet. Die südliche Gruppe, die ursprünglich am Irtysch siedelte, wurde fast vollständig assimiliert.

## Bevölkerung

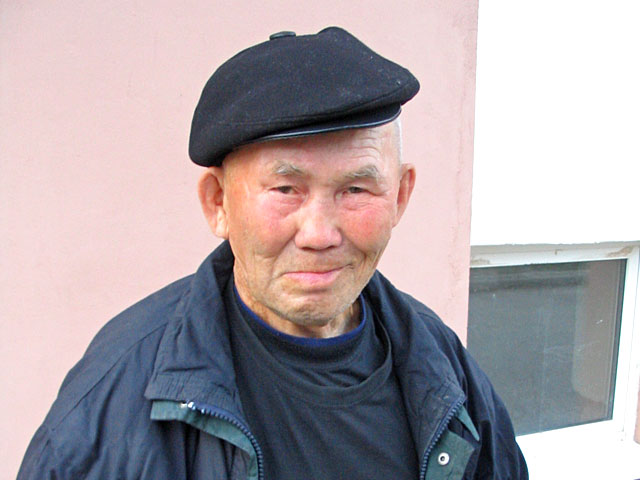
Ein älterer Chante

Bei der Volkszählung 2002 gaben 28.678 Personen „chantisch“ als Nationalität an. 26.694 von ihnen lebten in der Oblast Tjumen, davon 17.128 im Autonomen Kreis der Chanten und Mansen und 8.760 im Autonomen Kreis der Jamal-Nenzen. In der Oblast Tomsk gaben 873 Einwohner „chantisch“ als Nationalität an, in der Republik Komi waren es 88.

## Sprache
Die Umgangssprache in Städten und größeren Siedlungen ist heute hauptsächlich das Russische. In kleineren Dörfern, in ethnischen Enklaven innerhalb größerer Siedlungen sowie auf den Wohnplätzen der in der Taiga lebenden Halbnomaden stellen die chantischen Dialekte bis heute ein wichtiges und teilweise das Hauptkommunikationsmittel dar.

## Geschichte

### Frühgeschichte

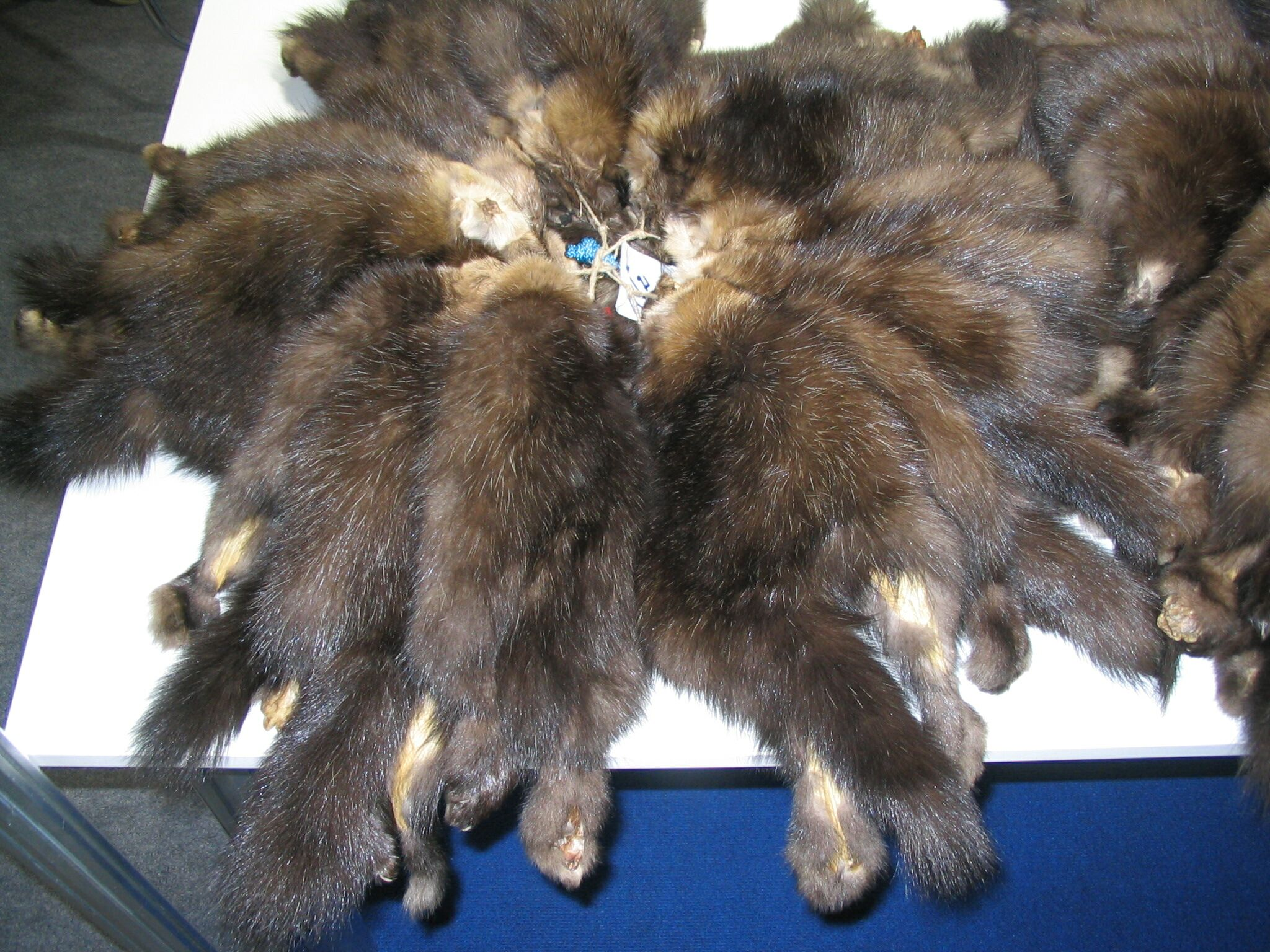
Ungegerbte Zobelfelle

Die Chanten und Mansen stammen wohl aus den Steppengebieten des sibirischen Südwestens. Um 500 n. Chr. wanderten sie als pferdezüchtende Nomaden vom Oberlauf des Irtysch nach Norden, bis an den unteren Ob. Sie passten sich dabei den lokalen Umweltbedingungen an und übernahmen die Rentierhaltung von den uralischen Völkern. Die ursprüngliche Pferdezucht lebt nur noch in den Mythen. Andererseits verbreiteten sie zentral- und südasiatische Kulturelemente nach Norden. Man nimmt an, dass sich Chanten und Mansen erst im 13. Jahrhundert getrennt haben, wobei die beiden frühen Phratrien (Clan-Verbände) darauf hindeuten, dass die frühen Neuankömmlinge ältere sibirische Völker assimilierten.

### Nowgorod und Russland, 11. bis 16. Jahrhundert

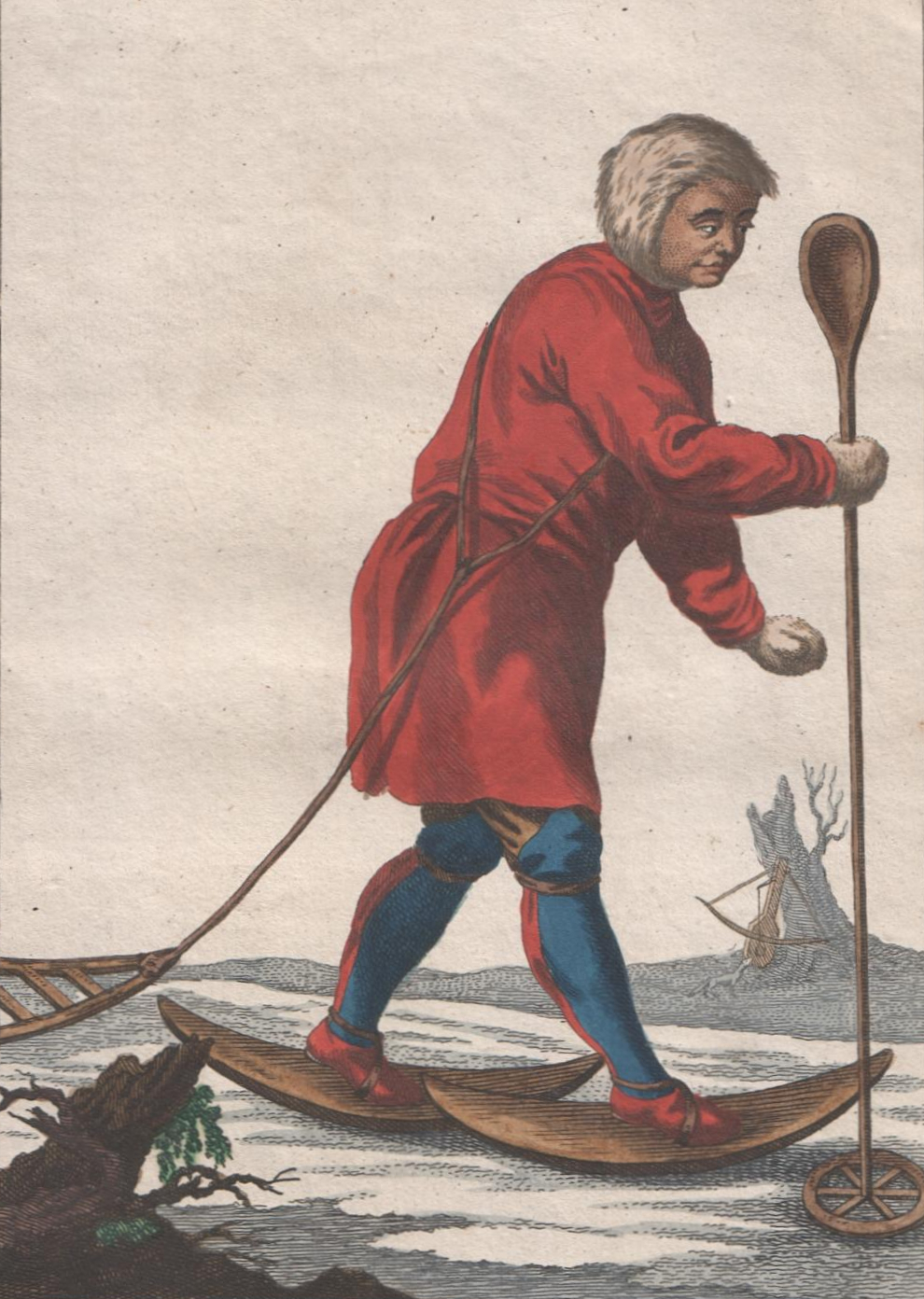
Ein Hermelinfänger der Chanten (1790)

In russischen Quellen wurden die Chanten erstmals im 11. Jahrhundert unter dem Namen Jugra erwähnt. Um 1265 waren sie gegenüber Nowgorod tributpflichtig. Im 14. Jahrhundert unternahm Nowgorod mehrere Militärexpeditionen gegen die Chanten, nachweislich 1323, 1329 und 1364. Ähnliche Vorstöße machten die Moskowiter, besonders in den Jahren 1483 und 1499. Die Chanten wichen weiter ostwärts aus, doch 1563 mussten sie dem Khanat Sibir, einem Nachfolgereich der Goldenen Horde, ebenfalls Tribut leisten.
Neben den Mansen gehörten sie zu den ersten Völkern Sibiriens, denen die Expedition Jermaks begegnete. Die Russen installierten eine indirekte Herrschaft, deren Hauptziel die Zahlung von Tributen (Jassak) in Form von Zobelfellen war. Lokale Führungspersönlichkeiten, entweder traditionelle oder von den Kolonialherren eingesetzte, waren dabei für das Einsammeln und Entrichten des Tributs zuständig. Dieser Tribut war das ursprüngliche Hauptziel der russischen Eroberung Sibiriens. Lange Zeit waren sibirische Zobelfelle die wichtigste Einnahmequelle des Staates.
Die Christianisierung der Chanten begann erst Anfang des 18. Jahrhunderts durch den Mönch Fjodor, doch die russische Kolonialmacht sicherte sich das Gebiet früh durch Festungsbauten, wie Tjumen im Jahr 1585, Tobolsk 1587, Surgut 1593, Obdorsk (das spätere Salechard) 1595 usw.
1715 entstand eine Kurze Beschreibung der Ostjaken von Grigorij Novickij, die als erste ethnographische Studie Sibiriens gilt. Novickij war Teilnehmer der ersten Missionierungskampagne, die von 1712 bis 1715 dauerte. Die von solchen Reisen nach Sibirien mitgebrachten Objekte wurden in der Petersburger Kunstkammer gesammelt. In den 1730er Jahren änderte sich der dortige Blick auf die Kuriositäten, die sich dort angesammelt hatten. Ende der 1730er Jahre begann eine Systematisierung. In Schrank 9, der, ebenso wie 10, sibirische Kleidungsstücke barg, wurde ein Mantel der Chanten aus Schwanenhaut abgelegt. Der in Berlin geborene Peter Simon Pallas bereiste gleichfalls Sibirien. In seinem Werk Reise durch verschiedene Provinzen des Russischen Reichs, das 1771–1801 in St. Petersburg erschien, widmete er 30 Seiten des 3. Bandes den Chanten. Er beschreibt sie als „Nation von Fischern“, die noch dem „Heydenthum“ anhingen. Wie er berichtet, machten Träume aus einigen der Stammesangehörigen Schamanen, wobei sie von alten Schamanen in ihren, wie er meint, „Betrügerkünsten“ unterrichtet wurden.
Sprachwissenschaftler begannen sich im 19. Jahrhundert zunehmend für die Sprache der Chanten zu interessieren. Daher reiste der Ungar Antal Reguly (1819–1858) in den Jahren 1845 bis 1848 zu ihnen, um Sprachmaterialien zu sammeln, die belegten, dass seine Muttersprache und die der Chanten einer größeren Sprachfamilie angehörten (ural-altaische Hypothese). Zwar konnte der erkrankte Reguly die Materialien nicht mehr selbst auswerten, doch auf ihrer Grundlage entstand die ungarische Finno-Ugristik.

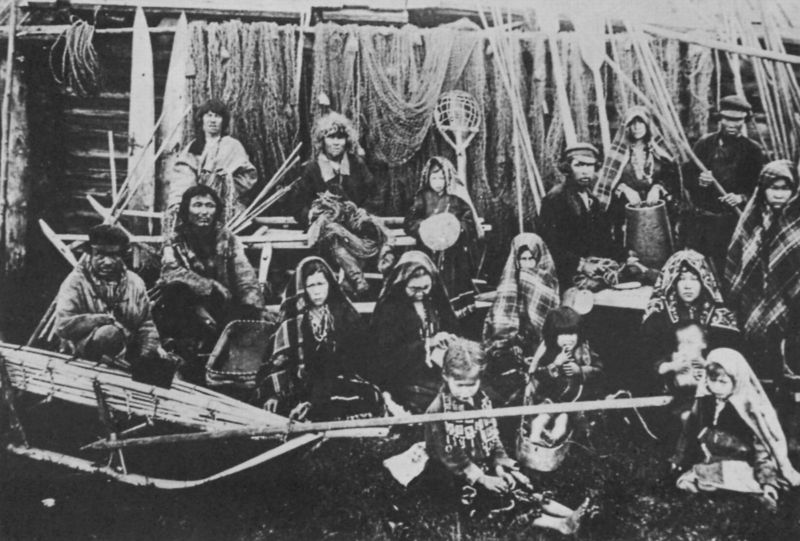
Chanten vom Ob, Ende des 19. Jahrhunderts

Ähnlich wie in Nordamerika wurden die Indigenen in ein Netz von Handelsposten eingebunden, die vor allem dem Einsammeln von Pelzen dienten (Pelzhandel in Nordamerika). Als wichtiges Tauschmittel tauchte bald der Alkohol auf, dazu kam die Verbreitung von bis dahin unbekannten Krankheiten. Die Gesellschaft der Chanten befand sich um 1900 in voller Auflösung.

### Sowjetunion
Mit der Oktoberrevolution begann eine Epoche von rund 60 Jahren, in denen die Regierung versuchte, die Minderheiten zwangsweise zu assimilieren. Dazu wurden, wie in Nordamerika, Internatsschulen eingerichtet, in denen die Kinder der Indigenen ihre Muttersprachen nicht mehr benutzen durften. Als das Projekt 1925 begonnen wurde, waren damit allerdings auch Hoffnungen verbunden, der katastrophalen Situation im Norden Sibiriens zu entrinnen. 1930 entstand der Ostyak-Vogul-Distrikt, der zehn Jahre später in Chanten-Mansen-Distrikt umbenannt wurde. Unter Stalin wurden Schamanen verfolgt und heilige Stätten zerstört.
Die Chanten wehrten sich gegen diese Missachtung ihrer Kultur und warfen den in ihr Gebiet kommenden Russen vor, ihre heiligen Orte zu schänden und ihnen die Kinder zu entfremden. Als sechs Mitglieder einer Sowchose 1934 im See Numto fischten, kam es zu einer fatalen Eskalation. Dieser See war nach Auffassung der Chanten Wohnsitz der Göttin Kasim, daher war es ein Verbrechen dort Fische zu fangen. Die sechs Ahnungslosen wurden nach einem Opferritual getötet. Moskau entsandte daraufhin Truppen, und es kam zu einem offenen Aufstand mit einer unbekannten Zahl von Opfern. Nach monatelangen Kämpfen wurden 51 Chanten erschossen oder verschwanden in Straflagern, aus denen sie nie zurückkehrten. Der Aufstandsversuch ging als „Kasimer Aufstand“ in die Geschichte ein. Zwangsumsiedlungen unter Stalin führten zur Errichtung von Dörfern wie Warjogan, 7 km oberhalb von Nowoagansk gelegen, und Agan. Die kulturell bedeutsame Bärenjagd wurde verboten, auf die Ausübung der dazugehörigen Rituale standen nunmehr zehn Jahre Gefängnis. Das eigens für die Sprache geschaffene, an das lateinische Alphabet angelehnte Zeichensystem wurde durch die russische Schrift ersetzt.
Zu Beginn des Zweiten Weltkriegs wurden rund 200 Chanten aus Kasim in die Rote Armee eingezogen, von denen nur 18 zurückkehrten.
Die Zerstörung der Kultur nahm mit der Erdölförderung (ab 1953), genauer der radikalen Veränderung des Ökosystems, ihren Fortgang. Zahlreiche Familien wichen weiter nordwärts in noch nicht erschlossene Gebiete aus, doch die Erdölindustrie folgte ihnen.
1989 brachte Lennart Meri seinen Film „Die Söhne von Toorum“ heraus. In diesem wird das traditionelle Leben der Chanten dokumentiert, ihr Bärenkult aber ebenso die Umweltzerstörung durch die Erdölraffinerien.
1990 gründeten die bedrohten Völker die Vereinigung der indigenen Völker des Nordens, Sibiriens und des Fernen Ostens, die sich gegen Diskriminierung und Umweltzerstörung zur Wehr setzte. Sie ist Mitglied des 1996 gegründeten Arktischen Rates. Im Gebiet der Chanten und Mansen entstand die Unterorganisation Spasanie Jugry (Rettung Jugriens).

### Russische Föderation

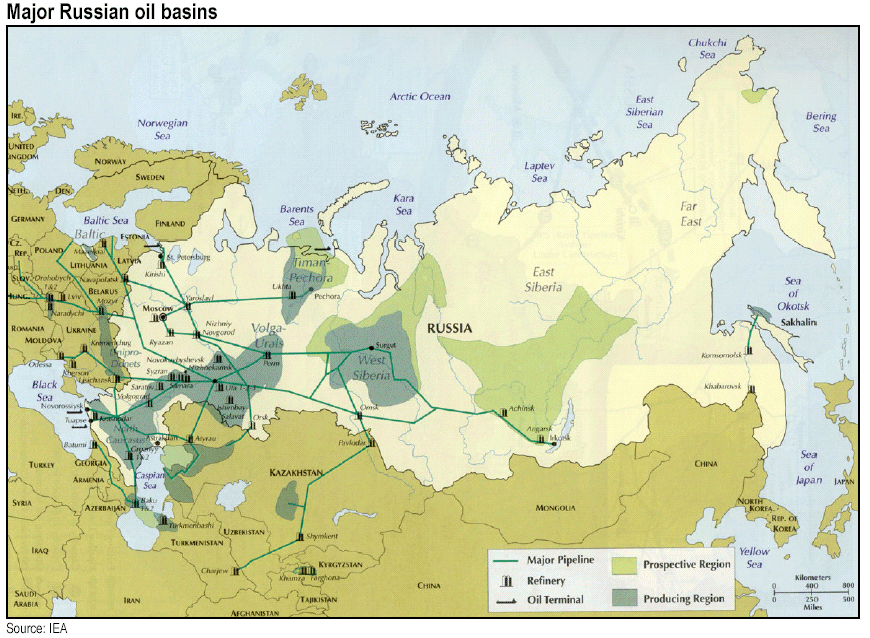
Die Ölfelder Russlands

1997 war etwa die Hälfte der 23.000 Chanten im Kreis der Chanten und Mansen ansässig, die übrigen im Gebiet Tomsk. Das Gebiet der Chanten und Mansen ist weiterhin ein wichtiges Fördergebiet für Öl und Gas, wobei jahrzehntelang keinerlei Rücksicht auf die Ureinwohner oder auf die Landschaft genommen wurde. Die Rentierherden der Chanten sind zusammengeschrumpft, u. a. weil sie auf ölverseuchten Weiden standen. Die kulturell Entwurzelten treffen neben den wirtschaftlichen Folgen, wie Arbeitslosigkeit und Besitzlosigkeit, die psychischen Folgen jeder kulturellen Entwurzelung, wie Alkohol- und Drogenprobleme, häusliche Gewalt und Depression (siehe dazu: Ölkatastrophe in Westsibirien)
Manche Orte müssen per Tankwagen mit Trinkwasser versorgt werden, weil das Leitungswasser nach Öl schmeckt. Die Selbstmordrate ist hoch. Dennoch könnten sich die Lebensverhältnisse abermals drastisch verändern, wenn die Ölfelder erschöpft sein werden.
1993 gründete sich ein Verband selbstständiger Rentierzüchter, zu denen auch der ehemalige Leiter des ethnographischen Museums von Varjogan, Jurij Kylevich Ajvaseda (Vella), zählt. Eine 1989 gegründete Gruppe der Indigenen setzte durch, dass die Erbauer von Förderanlagen sie um Erlaubnis fragen müssen.
1995 wurde das von ihm und benachbarten Familien bewohnte Gebiet nördlich des Pochovsker Erdölfeldes zur Ausbeutung ausgeschrieben, den Zuschlag erhielt Lukoil. Mit Straßenbarrikaden und öffentlichen Protesten in der Gebietshauptstadt versuchte Jurij Vella auf die Situation der Rentierzüchter aufmerksam zu machen. Versuche, ihre Rechte mit Hilfe von Anwälten und der Ethnologin Natalja Novikova durchzusetzen, scheiterten zweimal an bürokratischen Hürden. Am 14. September 2000 versuchten Arbeiter von Lukoil mit einem Bagger eine Brücke der Straße, die seinen Wohnplatz mit dem Dorf Var'jogan verbindet, zu zerstören.
Unter den Waldbränden des Sommers 2010 litten die Chanten und ihre Nachbarn in besonderem Maße. So war ihr Gebiet lange das nach Rjasan am stärksten betroffene, doch am 9. August wurden 75 Brände registriert, womit es weit vor Rjasan (38) und Moskau (28) lag.

## Lebensweise
Viele Chanten waren traditionell Halbnomaden mit saisonalem Wohnsitzwechsel, anders als die benachbarten Nenzen, von denen ein größerer Teil vollnomadisch lebt. In der sowjetischen Epoche wurden zahlreiche chantische Siedlungen zwangsweise geräumt und ihre Bewohner in neu errichtete größere Dörfer umgesiedelt, in denen heutzutage die Mehrheit der Chanten lebt. Ein kleinerer Teil von ihnen geht nach wie vor einer halbnomadischen Lebensweise nach, die jedoch infolge des Zusammenbruchs des sowjetischen Versorgungssystems und des Ausgreifens der Erdölförderung immer schwieriger durchzuhalten ist. Gleichzeitig befinden sich die in der sowjetischen Zeit errichteten Dörfer oftmals in einer prekären Lage, da ihre Erbauer nicht berücksichtigten, ob das Umland geeignet ist, eine größere Zahl von Menschen zu ernähren.

## Religion
Bis zur Christianisierung durch die Russisch-Orthodoxe Kirche (Beginn im 17. Jahrhundert, nennenswert jedoch erst ab Ende des 19. Jahrhunderts) war der sogenannte „klassische Schamanismus“ die ethnische Religion der Chanten. Der Ethnologe Klaus E. Müller spricht hier von „Komplexschamanismus“ und meint damit jene Formen, die durch Berührungen mit anderen Religionen und benachbarten Agrargesellschaften eine komplexe Ritualkultur entwickelt haben. Bei den Chanten gab (oder gibt?) es verschiedene spirituelle Spezialisten: Zauberer, Heilkundige, Wandersänger, Seelenbegleiter, verschiedene Wahrsager und Geisterbeschwörer, die Giftpilze zu sich nehmen. Die Riten sind sehr lang, Tieropfer waren zentral. Von Schamanenkämpfen wurde berichtet. In der chantischen Kultur wird der Bär als heilig angesehen und ist ein zentrales Element der religiösen Zeremonien, die oft von stundenlangen Gesängen und Tänzen begleitet werden. Dazu werden traditionelle Gewänder, Hüte und Handschuhe mit chantischen Verzierungen getragen. Auch Schauspiele mit oder ohne Masken, die aus Birkenrinde hergestellt werden, sind Teil der Kultur.

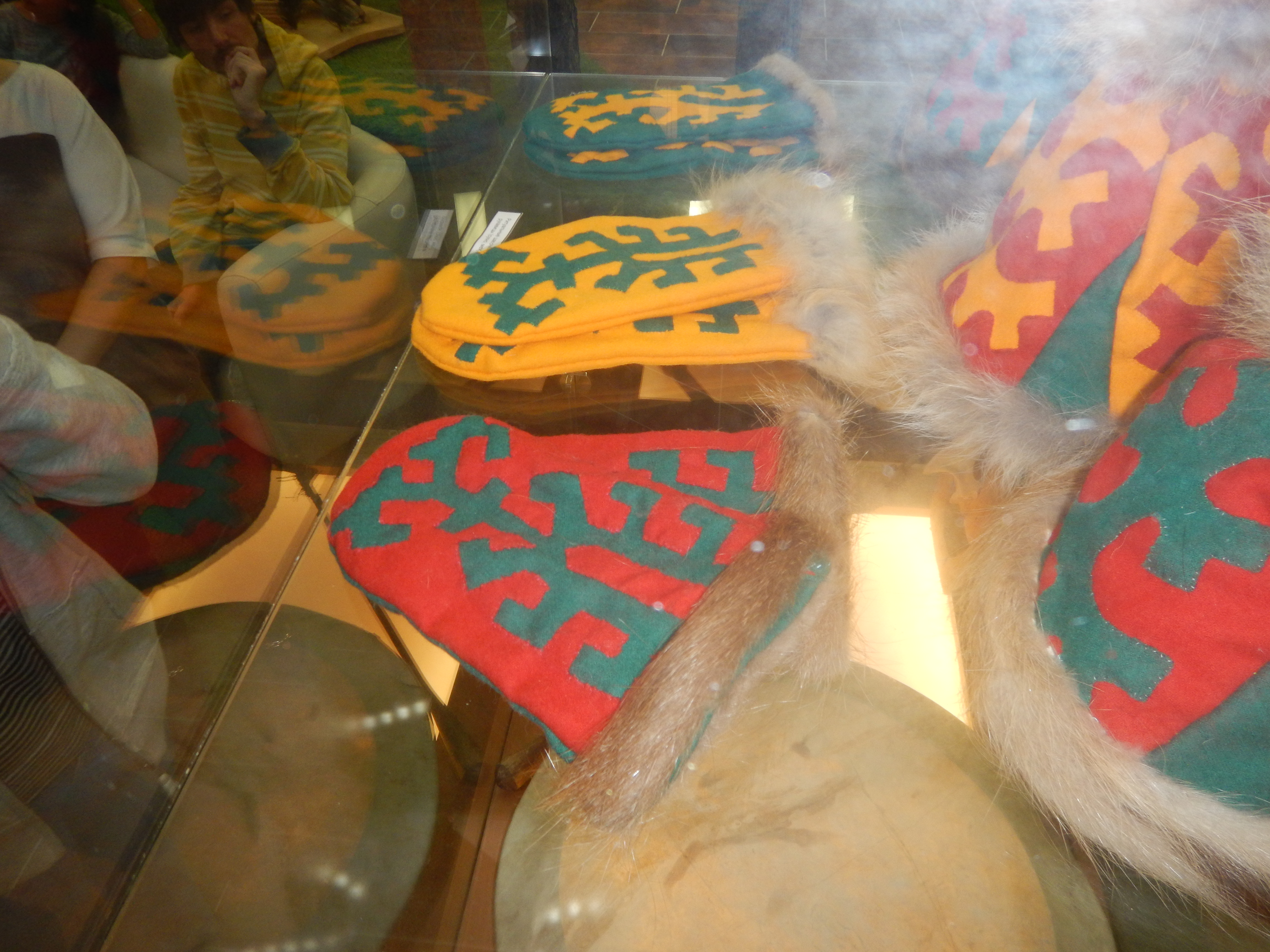
Traditionelle Handschuhe und Hüte, die bei Zeremonien im Zusammenhang mit dem Bärenfest getragen werden

Die Christianisierung hat bei vielen abgelegenen Völkern Sibiriens nur oberflächlich stattgefunden, so dass synkretistische Mischreligionen heute häufig sind. Dies gilt auch für die westlichen Chanten, die stark russifiziert sind und vor allem in der Ölindustrie arbeiten. Die östlichen Chanten – die mobile Rentierhaltung betreiben – sind auch heute noch Anhänger eines weitgehend ursprünglichen Schamanismus. Jene Gruppen, die noch tief in unberührter Taiga wie ihre Vorfahren leben, konnten ihre Traditionen besonders gut verstecken und bewahren und reagieren sehr zurückhaltend auf Fragen nach ihren Schamanen und Ritualen.

## Kultur
Einer der wichtigsten Erforscher der chantischen oralen Literatur, Mythologie und Folklore war der Finno-Ugrist und Volksliedsammler Wolfgang Steinitz, dessen „Ostjakologische Arbeiten“ 1939 im estnischen Tartu erscheinen. Durch die Journalistin und Dichterin Marija Wagatowa wurde die Kultur der Chanten populär.

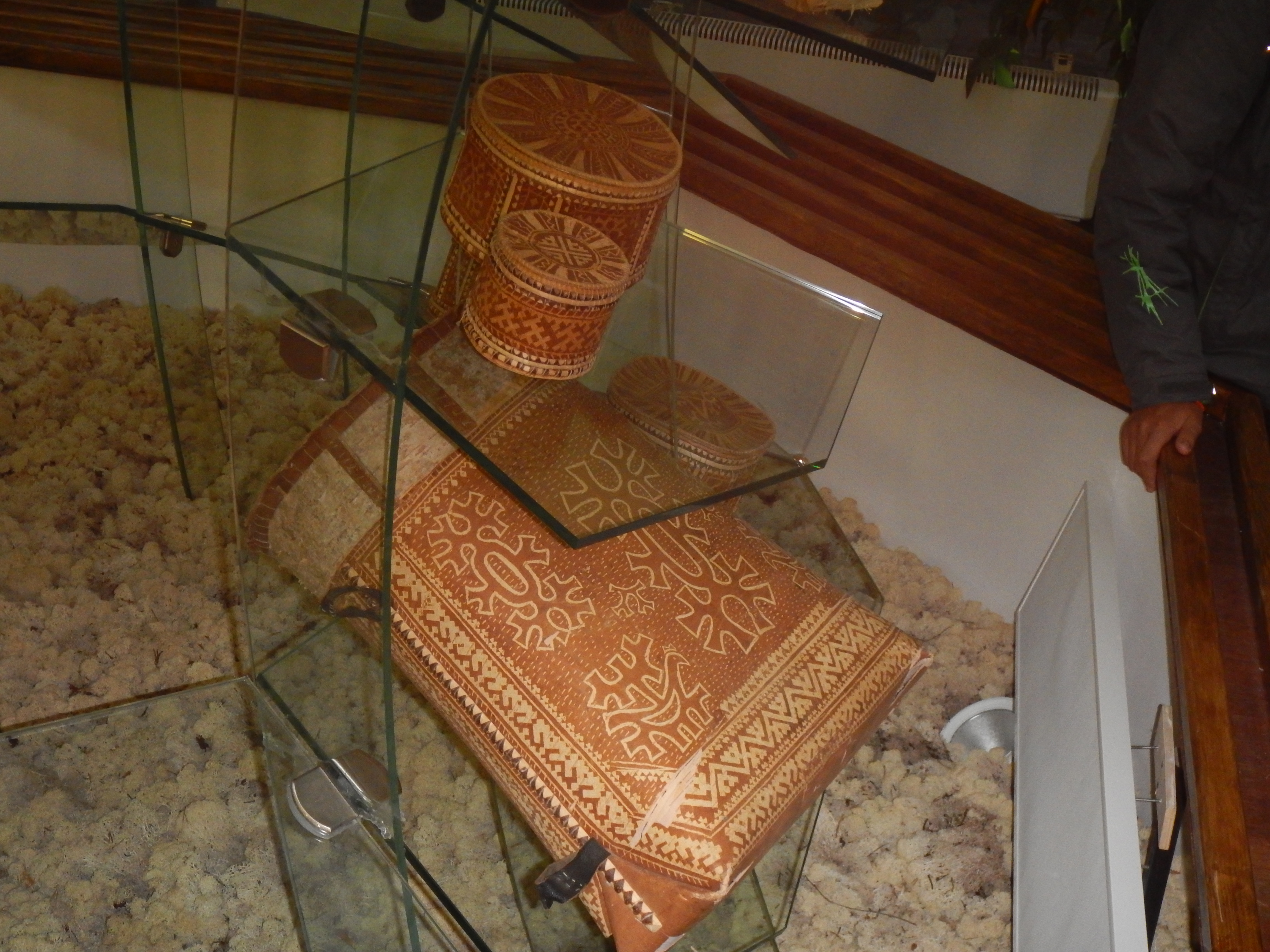
Traditionell verzierte Gefäße aus Birkenrinde

Ein wichtiger Teil der Kultur ist die Herstellung der traditionellen Kleidung und die Arbeit mit Birkenrinde. Es werden sowohl Masken für traditionelle Zeremonien, als auch praktische Gefäße mit chantischen Verzierungen hergestellt.

## Politik
Politisch gehören die Chanten zu den „kleinen Völkern des Nordens“, die gemeinsam mit den anderen indigenen Völkern des Autonomen Kreises in der Vereinigung zur Rettung der Jugra («Ассоциация Спасение Югры»; Assoziazija Spassenije Jugry) mit Sitz in Chanty-Mansijsk organisiert sind. Diese gehört ihrerseits der gesamtrussischen Indigenenvereinigung RAIPON an.
Zu den bekannteren Persönlichkeiten gehört der chantische Schriftsteller Jeremei Aipin (Еремей Айпин), dessen Werk sich zum großen Teil mit dem Konflikt zwischen seinem Volk und der Ölindustrie auseinandersetzt.

### Aktuelle Literatur
- Wolfgang Steinitz: Ostjakologische Arbeiten in vier Bänden. Budapest: Akadémiai Kiadó, Berlin: Akademie-Verlag, Den Haag: Mouton (1976 ff.)
- Marjorie M. Balzer: Strategies of Ethnic Survival: Interaction of Russians and Khanty (Ostiak) in Twentieth Century Siberia. Bryn Mawr College, Ph.D., 1979. Als Manuskript gedruckt.
- Marjorie M. Balzer: The Route to Eternity: Cultural Persistance and Change in Siberian Khanty Burial Rituals. In: Arctic Anthropology, 17. Jg. (1980), H. 1, S. 77–98.
- Marjorie M. Balzer: Rituals of Gender Identity: Markers of Siberian Khanty Ethnicity, Status and Belief. In: American Anthropologist, 83. Jg. (1981), H. 4, S. 950–867.
- Marjorie M. Balzer: Doctors or Deceivers? Siberian Khanty Shamans and Soviet Medicine. Aus: Lola Romanucci-Ross; Daniel Moerman; Lawrence Tancredi (Hrsg.): The Anthropology of Medicine. South Hadley, Mass. (Bergin) 1982.
- Marjorie M. Balzer: Ethnicity without Power: The Siberian Khanty in Soviet Society. In: Slavic Review, Jg. 1983, S. 633–648.
- Dennis Bartels: Cultural relativism. Marxism and Soviet Policy toward the Khanty, in: Culture 3,2 (1983) 25-29.
- Marjorie M. Balzer: Khanty. Aus: Paul Friedrich (Hrsg.): Encyclopedia of World Cultures, Vol VI. New Haven (Yale University) 1994. S. 189–192.
- Andrew Wiget, Olga Balalaeva: National Communities, Native Land Tenure, and Self-determination among the Eastern Khanty. In: Polar Geography, 21. Jg. (1997), H. 1, S. 10–33.
- Evdokiia A. Nemysova: The Khanti of the West Siberian Plain, in: Richard B. Lee, Richard Heywood Daly (Hrsg.): The Cambridge Encyclopedia of Hunters and Gatherers, Cambridge University Press, 1999, S. 161–165.

### Wissenschaftsgeschichte
- Philipp Johann von Strahlenberg: Das nord- und östliche Theil von Europa und Asia, Stockholm 1730. (Digitalisat)
- Kai Donner: Über das Alter der ostjakischen und wogulischen Renntierzucht, in: Finnisch-ugrische Forschungen XVIII, Helsingfors 1927.